# Paradigmskifte
Paradigmskifte (engelska: paradigm shift) är inom vetenskapsteorin ett byte av vetenskapliga tankemönster och förebilder, så kallade paradigm. Begreppet lanserades av den amerikanske vetenskapsteoretikern Thomas Kuhn i boken De vetenskapliga revolutionernas struktur 1962 med den svenska översättningen paradigmbyte, men genom anglosaxiskt inflytande har ordet skifte kommit att få företräde framför byte. Detta har haft betydelse för tolkningen av Kuhns idéer, där liknelser i stil med regimskifte har kommit att ligga närmare till hands än Kuhns liknelse glasögonbyte.

## Faser och exempel
Ett paradigmskifte ingår i ett sammanhang av olika faser:
1. Det finns en allmän föreställning om ett fenomen, eller det finns ett tankemönster, som forskarsamhället självt inte är direkt medvetet om. Forskning som befinner sig i denna fas kallar Kuhn normalvetenskap, och den kännetecknas av problemlösning inom tankemönstrets eller föreställningens ramar.
2. Det föreligger anomalier, som kollektivet inte förmår ta till sig, eftersom de fastnat i sina tankemönster, eller den utbredda föreställningen är så grundmurad att dess "sanning" är överordnad vad som motsäger den.
3. Forskningen kommer till en kris där anomalin måste förklaras.
4. Paradigmskiftet inträder när någon bryter kollektivets tankemönster och förklarar anomalin som en del i en större felaktig föreställning eller världsbild, och detta nya tankemönster vinner gehör.
5. Forskningen kommer till en förvetenskaplig fas, där det nya paradigmet fastställs.
6. Därefter kommer en ny fas av normalvetenskap inom det nya paradigmet.

Exempel:
- Insikten om att himlakroppar kretsar i ellipser, tidigare antogs att de rörde sig i perfekta cirklar.
- Upptäckten av syret, tidigare antogs att brännbara ämnen bestod av ett ämne, flogiston, som försvann vid förbränning.
- Den speciella relativitetsteorin, tidigare antogs att hastigheter var obegränsade.
- Kvantmekaniken, tidigare antogs att energinivåer kunde vara obegränsat låga.
- Universums expansion, tidigare antogs att universum var stationärt (se Olbers paradox).

## Användning
Många gånger förekommer flera paradigm parallellt. Paradigmskiften är djupare än en falsifikation av en tes, och ersätter själva förklaringssystemet mer än den förklarar anomalin.
Synen på företeelserna paradigm och paradigmskifte har blivit generellt accepterad inom både naturvetenskap och humaniora.
En språklig parentes är att ordet paradigmskifte visserligen har kommit att användas inte bara i de nordiska språken, utan även i engelskan och tyskan, men i de romanska språken används istället vetenskaplig revolution.